# Festuca engleri
Festuca engleri är en gräsart som beskrevs av Pilg.. Festuca engleri ingår i släktet svinglar, och familjen gräs. Inga underarter finns listade i Catalogue of Life.